# Julius Bintz

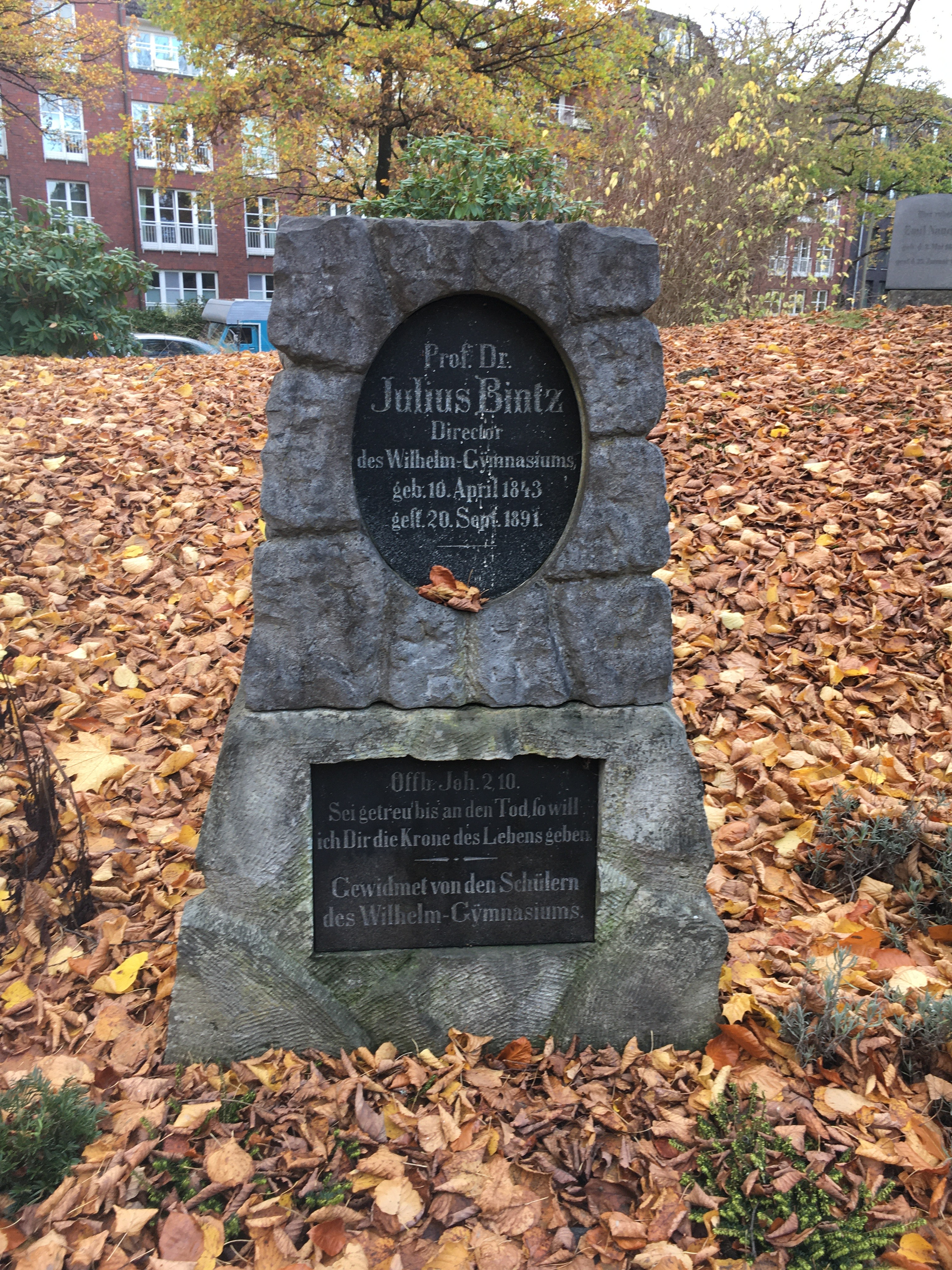
Grabmal Julius Bintz

Julius Bintz (* 10. April 1843 in Bad Kreuznach; † 20. September 1891) war ein deutscher Gymnasiallehrer und Schulleiter des Hamburger Wilhelm-Gymnasiums sowie Autor.

## Leben
Julius Bintz legte an einer Koblenzer Schule das Abitur ab. Seinem Wunsch entsprechend Lehrer zu werden, studierte er danach an der Universität Bonn und schloss sein Studium im Mai 1866 mit dem Staatsexamen ab.
Seine erste Anstellung erhielt er gleich nach seinem Abschluss in Köln, wechselte aber noch im selben Jahr an das Gymnasium in Wesel, wo er bis 1875 unterrichtete. In dieser Zeit besuchte Bintz die Berliner Central-Turnanstalt, an der er 1868 die Prüfung als Turnlehrer ablegte. Im Frühjahr 1875 kam er an das Johanneum in Hamburg. Hier war er neben anderen Aufgaben für die Neuorganisation des Turnunterrichts zuständig. Ein weiterer Schulwechsel erfolgte Anfang 1889 an das Wilhelm-Gymnasium der Hansestadt. Bintz wirkte hier zunächst als provisorischer Leiter, ehe ein Jahr später seine Wahl zum Direktor erfolgte. Dieses Amt hatte er bis zu seinem frühen Tod inne.
Julius Bintz starb nur 48-jährig an einem Magenleiden und wurde am 24. September 1891 auf dem Friedhof Ohlsdorf beigesetzt. Die Grabstelle ist nicht mehr erhalten, wohl aber sein Grabmal, das sich heute auf dem Gelände des Friedhofsmuseums am Haupteingang befindet.

## Veröffentlichungen
- 1878: Die Gymnastik der Hellenen, Verlag C. Bertelsmann, Gütersloh
- 1880: Die Leibesübungen des Mittelalters, Verlag Sändig, Wiesbaden  (1971)